# Johann Rudolf Zwinger

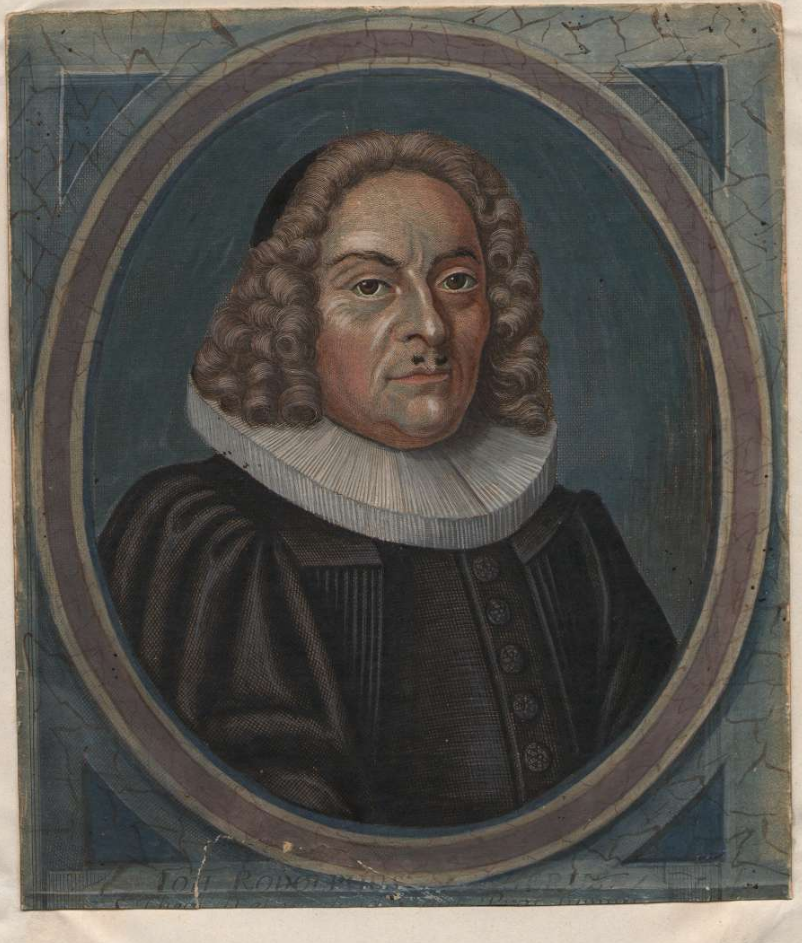
Johann Rudolf Zwinger

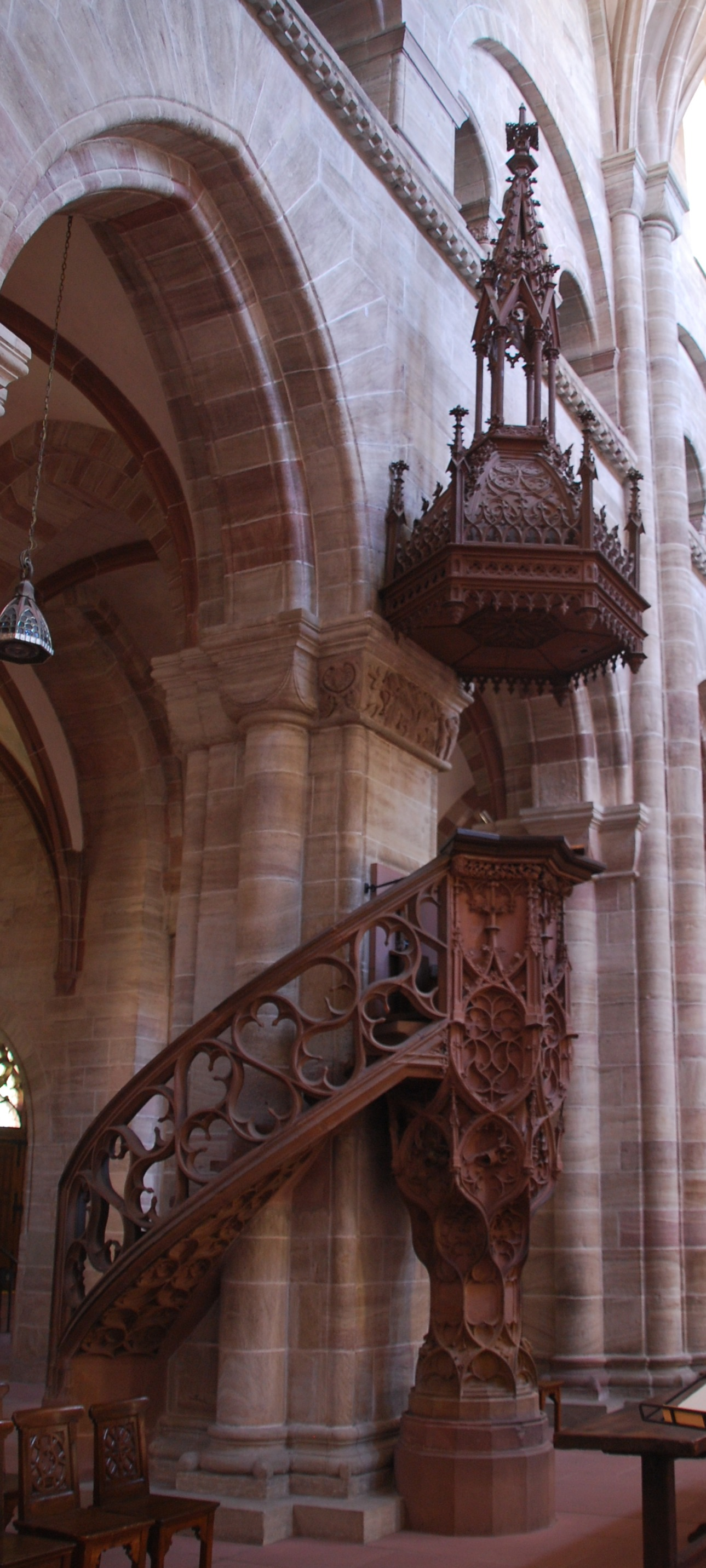
Gotische Kanzel des Basler Münsters, wo Zwinger ab 1703 wirkte

Johann Rudolf Zwinger (* 12. September 1660 in Basel; † 18. November 1708 ebenda; auch Johann Rudolph Zwinger) war ein Schweizer reformierter Pfarrer, Theologe und Hochschullehrer. Von 1703 bis zu seinem Tod wirkte er als Antistes der Basler Kirche.

## Leben
Der Sohn des Theologen Johannes Zwinger studierte Theologie, erlangte 1676 einen Magister in Philosophie, 1784 dann den Grad cand. theol. an der Universität Basel. Anschliessend war er in Zürich und Genf, predigte dabei unter anderem für den Fürsten Karl Friedrich von Anhalt-Bernburg. Dieser bot ihm eine Stelle an, die er allerdings auf Anraten seines Vaters ausschlug. 1686 wurde er stattdessen Feldprediger beim Regiment Stuppa im Hennegau. Von dort kehrte er zwei Jahre später 1688 zurück nach Basel.
In Basel absolvierte Zwinger bei St. Alban sein Vikariat, wurde 1690 Leutpriester, dann Pfarrer von Liestal, bevor er 1700 die Stellung als Pfarrer von St. Elisabeth in Basel übernahm. Nach dem Tod von Peter Werenfels übernahm er dessen Stellungen. Er wurde oberster Pfarrer am Basler Münster und Antistes der Basler Kirche sowie Professor für Theologie an der Universität Basel. 1704 wurde er in Basel zudem zum Dr. theol. promoviert.
1691 verehelichte er sich mit Katharina Mitz (1674–1703). Sein einziger Sohn Andreas (1697–1764) wurde ebenfalls Theologe und Pfarrer an St. Leonhard in Basel.
1693 setzte er sich auf der Synode für die Förderung der Handarbeit in den Landschulen ein. Er war Mitglied der Society for the Propagation of the Gospel in Foreign Parts.

## Werke (Auswahl)
Zwinger publizierte Disputationsschriften, Predigten und Leichenreden. Ihm zugeschrieben wird die 1690 anonym erschienene Hist. Beschreibung der grossen Veränderung in Engelland.
- Des Teuffels Werck zerstöret: oder, Christliche Warnungs-Predigt. Basel, ca. 1692 (online).
- Trost Israels, oder, Grundliche Erweisung, dass noch eine ansehnliche Bekehrung des verstockten jüdischen Volcks vor dem Jüngsten Tage zu erwarten sey. Basel 1685 (online).
- Schmertzlicher Hertzens-Schnitt frommer und christlicher Eheleuthen, wann sie durch den zeitlichen Tod von einander getrennet werden. Leichenpredigt. Basel, ca. 1696 (online).
- Christliche Leich-Predigt, Von Schmerzhafften Heimsuchungen Gottes, Und was man in denselben abbitten solle: Gehalten den 7. Martij An. 1704 in dem Münster zu Basel, Bey Hoch-ansehnlicher und Volckreicher Bestattung des ... Herren Marx Weissen, gewesenen Hauptmanns über eine Companey Schweizer zu Fuß ... Leichenpredigt. Emanuel König, Basel 1704 (Digitalisat)